# (10294) 1988 AA2
A (10294) 1988 AA2 a Naprendszer kisbolygóövében található aszteroida. Antonín Mrkos fedezte fel 1988. január 14-én.

## Kapcsolódó szócikk
- Kisbolygók listája (10001–10500)